# 森下典子
森下 典子（もりした のりこ、1956年5月3日 - ）は、日本のエッセイスト。日本文藝家協会会員。

## 概要
神奈川県横浜市出身。精華小学校、横浜雙葉中学校・高等学校、日本女子大学文学部国文学科卒業。
『週刊朝日』の「デキゴトロジー」のライターを務め、祇園で舞妓に扮して体験取材も行い、「典奴（のりやっこ）」と名乗った。この体験を記した『典奴どすえ』を出版。それ以後、ルポ、エッセイなどを執筆している。

## 著書
- 『典奴どすえ（1987年、角川書店／1990年、角川文庫）
- 『典奴ペルシャ湾を往く』（1988年、文藝春秋）
- 『典奴の日本遊覧』（1991年、文藝春秋）
- 『恋はまだ始まったばかり』（1992年、大和書房）
- 『典奴のぷるっときた話』（1993年7月、立風書房）
- 『デジデリオラビリンス―1464・フィレンツェの遺言』（1994年、集英社／『デジデリオ』2000年、集英社文庫）『前世への冒険―ルネッサンスの天才彫刻家を追って』（改題、加筆し再編集したもの）
- 『日日是好日-「お茶」が教えてくれた15のしあわせ-』（2002年、飛鳥新社／2008年、新潮文庫）
- 『いとしいたべもの』（2006年、世界文化社）のち文春文庫
- 『ひとり旅の途中』（2007年、幻冬舎）
- 『いっしょにいるだけで』（2011年、飛鳥新社）『猫といっしょにいるだけで（2014年、新潮文庫）
- 『こいしいたべもの』（2017年、文春文庫）
- 『好日日記-季節のように生きる-』PARCO出版、2018年。ISBN 978-4-86506-279-3。
- 『好日絵巻-季節のめぐり、茶室のいろどり-』（2020年、PARCO出版）
- 『青嵐の庭にすわる:「日日是好日」物語』文藝春秋、2021年。ISBN 9784163914718。
- 『茶の湯の冒険　「日日是好日」から広がるしあわせ』(『青嵐の庭にすわる〜』の再編集版）文春文庫2024年3月6日 ISBN 978-4-16-792193-4

## 森下典子を演じた人物
- 賀来千香子 - 典奴どすえ!（1987年11月2日 - 11月12日、TBS・ドラマ23）
- 杏 - フィレンツェ・ラビリンス〜15世紀の私を探して（2011年9月24日、BSジャパン）
- 黒木華 - 『日日是好日』（2018年10月13日、東京テアトル/ヨアケ）